# Place de la Concorde (concerto)
Place de la Concorde fu il primo concerto di Jean-Michel Jarre, tenutosi il 14 luglio 1979 nell'omonima piazza parigina, a celebrazione del Giorno della Bastiglia, festa nazionale francese. Un milione di spettatori assistettero all'evento, facendo entrare per la prima volta il musicista francese nel Guinness World Record. Una videocassetta, oggi considerata rara, che riprendeva l'evento venne pubblicata qualche tempo dopo.

## Tracklist
1. "Equinoxe 1"
2. "Oxygene 1"
3. "Oxygene 2"
4. "Oxygene 5"
5. "Equinoxe 2"
6. "Equinoxe 3"
7. "Equinoxe 4"
8. "Equinoxe 8"
9. "Equinoxe 7"
10. "Equinoxe 4"
11. "Equinoxe 5"
12. "Oxygene 4"